# Una notte da dottore
Una notte da dottore è un film del 2021 diretto da Guido Chiesa.

## Trama
Pierfrancesco Mai è un medico 65enne che lavora come guardia medica notturna, burbero, pieno di acciacchi e per nulla empatico verso i propri pazienti. Una notte, mentre è di turno, urta con la propria auto Mario, un giovane rider che fa consegne a domicilio in bicicletta. Mario ne esce illeso, ma la sua bici è distrutta. Pierfrancesco, invece, vede riacutizzarsi la sua perenne sciatalgia e non riesce più a guidare. Per non perdere i rispettivi lavori il dottore chiede a Mario di sostituirlo nelle visite, assistendolo da un auricolare nascosto dalla propria vettura. Dopo una serie di disavventure, i due impareranno così a sostenersi a vicenda portando a termine i propri compiti.

## Distribuzione
Il film è stato distribuito da Medusa Film nelle sale cinematografiche dal 28 ottobre 2021.

## Curiosità
La pellicola è il remake del film francese del 2019 Chiamate un dottore! (Docteur?) diretto da Tristan Séguéla.
Il film è dedicato ad Antonio Salines, morto qualche mese dopo la conclusione delle riprese.